# 女学报
《女学报》为中国历史上最早的妇女报刊。1898年7月在上海创刊，由上海女学会创办，创办人为《苏报》主人陈范之女陈撷芬，只出了12期，便因慈禧太后发动戊戌政变而停刊。
1902年，陈撷芬再次出版《女学报》。1903年，她将《女报》改名为《女学报》，当年停刊。

## 历史

### 背景

#### 维新运动
1895年～1898年，维新派的维新运动为中国近代思想启蒙运动开辟了新道路，以康有为、梁启超为首的维新派为扩大影响，先后创办了近30种报刊，这一时期报刊被树为政治改革的先导，客观上使得新思想在中国得到更为广泛的传播，也就一定程度上促成了“新女性”社会群体的出现，这为《女学报》的诞生奠定群众基础。

#### 女权口号出现
在戊戌变法时期，康有为在《大同书》中提出为“无量数女子呼弥天之怨”，为“女子拯沉溺之苦”浅析陈撷芬，他也曾上书光绪帝《请禁妇女裹足折》。梁启超也提出了“兴女学”的主张，并发表了《论女学》《倡设女学学堂》等文章。《女报》的诞生地－上海女学学堂就是梁启超经办的。康梁等维新派人士的妇女解放思想成为了《女学报》诞生地饿思想基础。

#### 陈撷芬个人
陈撷芬出生于一个资产阶级改良派知识分子家庭，她曾在教会学校中西女塾中读书，所以较早地接触到西方“男女平等”的思想。同时她受到自己父亲陈范办《苏报》实践的很大影响，在父亲的帮助下开始创办自己的《女学报》。在《元旦问答》中她说设立报馆的原因：“这做报的一件事，不必作文章、作诗、作赋，只要照自己意思去做，做得好就是了。做报就不能但照自己的意思做的，要叫别人看得喜欢，劝人得要人相信，他才肯改，激励人得话，要激励出人饿精神兴致，他才肯出来做事，出来学学问，痛切得话，要说的人悲愤填胸，他才能立足宗旨，骂人的话，要骂得人钻心刺骨，他才惭愧改过。”

### 创刊
《女报》在1898年7月24日上海正式创刊。每月出版三期，第一期为朱印。报馆设在上海西门外文元坊，应有四个代售处：南市花衣街文瑞楼扇铺；城内邑庙豫园梅花馆子扇铺；北市四马路老村不放对面广学会书局；泥城桥不缠足会。头三期免费“敬送”给读者，从第四期起“每张暂取纸料钱三文”。在同年9月，因戊戌政变发生，在1898年10月29日出版了第12期后，《女报》被迫停刊。
1902年5月8日《女报》再次出版，由苏报馆代办发行，陈撷芬仍为主编，在1903年，《女报》改名为《女学报》。

### 停刊
1903年7月初，“苏报案”发生，章太炎被捕，邹容投案，《苏报》被查封，《女学报》也渐渐走到了尽头。陈范带着女儿陈撷芬逃往日本。在日本逃往时期陈撷芬并没有放弃《女学报》，在10月期间第四版《女学报》出版，编辑兼发行地址为“东京牛込区喜久井町二十番四号”，总发行所为“上海国民日报馆”。这便是《女学报》的最后在一期。

## 主要宗旨及内容思想

### 办报宗旨
《女学报》的办报宗旨是：宣传变法维新，主张男女平等，主张婚姻自主，倡导女学，争取女权，提倡民主和科学。

### 内容思想
1.要求男女平等

该报从多方面揭露了男女不平等的种种社会现象。“凡物无能外阴阳者矣。光有白黑，形有方圆，质有流凝，力有吸拒，数有奇偶，物有雌雄，人有男女，未有轩轾者也”。《女学报》大力宣传资产阶级人权平等，抨击几千年来男尊女卑的封建礼教。在《女学报》第五期中王春林的《男女平等论》指出“男有权而女无权，天下之事，皆出于男子所欲为”，问“天下女子，一皆听命于男”是极不合理的现象。该报还采用西方资产阶级“天赋人权”的人性论观点作为思想武器。人有男女之别就象自然界的许多矛盾现象一样，是自然之理。因此，男女天生应该是平等的，从天赋人权学说出发，从根本上否定男尊女卑的观念。
2.要求妇女参政权

卢翠在《女学报》中撰文《女子爱国说》：“方今瓜分之局已开，国势日危”，有声同叹。前月明诏特下，谕各庶民，皆得上书。夫民也者，男为之民，女亦谓之民。凡我同辈亦可以联名上书，直陈所见，以无负为戴高履厚之中国女子也。”
3.主张婚姻自由

《女学报》反对封建包办婚姻，主张婚姻自由，赞美西方国家的婚姻制度。
4.提倡女学

戊戌时期，中国处于被侵略时期，因此十分注重实用之学。《上海新设中国女学堂章程》中规定设：算学、医学、法学，并且“学生每人必自仞一门”。《女学报》把中国落后的原因之一归结于中国妇女不接受教育，不能参加社会工作。《女学报》还详细第介绍了欧美、日本的教育制度，希望中国也能学习效仿。在康同薇的《女学利弊说》中写道：希望我国能“遍立小学于乡，只举国之女，粗知礼仪，略通书札，择节目举矣！分立中学于邑，讲求有用之学，大去邪僻之习，则道德立矣！” 

## 部分报中知名文章
潘璇《上海女学报缘起.论用官话》

裘毓芳《论女学堂当于男学堂并重》

康同薇《女学利弊说》

陈撷芬《独立篇》——被称为近代中国妇女的独立宣言书  《尽力》《中国女子前途》

## 影响
《女学报》是我国近代第一份倡导女权的报纸，它的兴起反映了当时我国妇女渴望解放，获得更高地位的愿望。

《女学报》是我国近代妇女要求解放的起端。它的创刊带动了以后的妇女报纸的涌现：1904年丁初成主办的《女子世界》；1905年张展云主办的《北京女报》；1907年秋瑾主办的《中国女报》。